# Ralph Samuelson

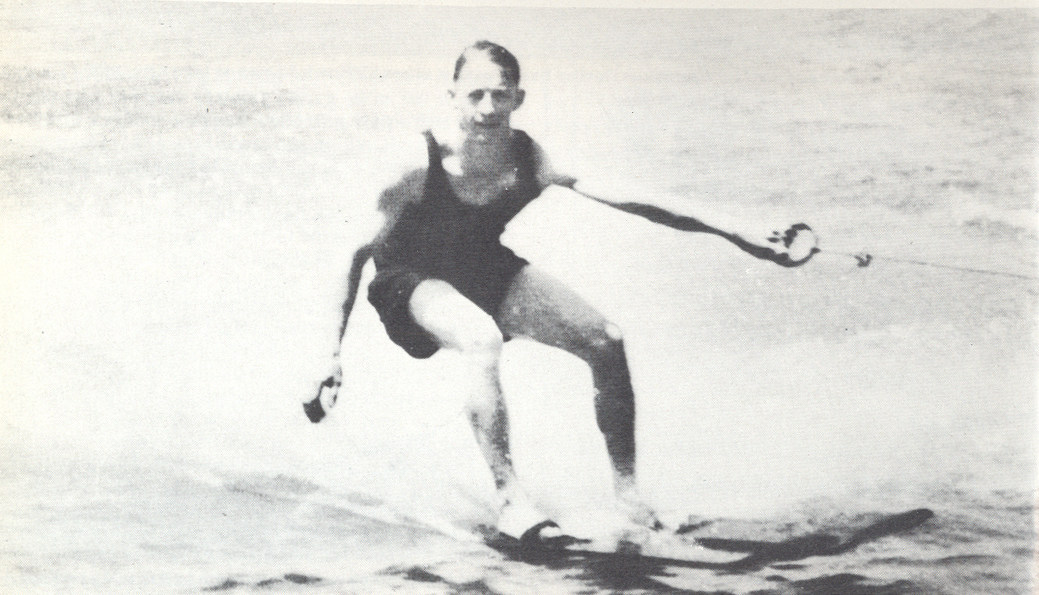
Ralph Samuelson

Ralph Samuelson (* 3. Juli 1904; † 28. August 1977) war ein US-amerikanischer Erfinder und Landwirt. Er gilt als Erfinder der Sportart Wasserski.

## Leben
Samuelson begann mit seinen ersten Experimenten auf dem Lake Pepin im Sommer 1922 in Lake City, Minnesota, kurz vor seinem 19. Geburtstag. Ihm gelang es mit selbstgefertigten Wasserskiern aus Holz auf dem See Wasserski zu fahren. 1925 gelangen ihm die ersten Sprünge über eine Rampe auf dem See. Mit 23 Jahren erlitt er eine Rückenverletzung, so dass er nicht mehr sportlich weitermachen konnte. Er arbeitete im weiteren Leben als Truthahnzüchter. Samuelson war verheiratet und hatte drei Kinder.
Ein Patent auf seine Erfindung von Wasserskiern hatte Samuelson nicht veranlasst. Erst Fred Waller aus Huntington, New York meldete ein Patent hierfür an.